# Operación Chispa
La operación «Iskra» Chispa (en ruso: операция Искра, lit. 'Operación Chispa'), también conocida como tercera ofensiva de Siniávino y llamada por los alemanes como la segunda batalla del Ládoga, fue una operación militar en enero de 1943 llevada a cabo por el Ejército Rojo al este de la sitiada ciudad de Leningrado durante la Segunda Guerra Mundial. La ofensiva  fue planeada por el Alto Mando soviético con el objetivo prioritario de romper el sitio de Leningrado. La planificación de la operación comenzó poco después del fracaso de la ofensiva de Siniávino (19 de agosto-10 de octubre de 1942). La derrota alemana en la batalla de Stalingrado a finales de 1942, había debilitado seriamente a la Wehrmacht y, aprovechando dicha debilidad, el Alto Mando soviético comenzó a planificar y a realizar diversas operaciones ofensivas en todo el frente germano-soviético, especialmente en Ucrania; «Iskra» formó la parte norte de la más amplia contraofensiva de invierno soviética de 1942-1943.
La realización de la operación se encomendó al Frente de Leningrado y al Frente del Vóljov del Ejército Rojocon el apoyo de la Flota del Báltico y de la Flotilla del Ládoga, del 12 al 30 de enero de 1943, con el objetivo de crear una conexión terrestre con Leningrado. Las fuerzas de ambos frentes se unieron el 18 de enero y el 22 de enero la línea del frente se había estabilizado. La operación abrió con éxito un corredor terrestre de entre ocho a diez kilómetros de ancho hasta la ciudad. Inmediatamente después de la operación, se construyó un ferrocarril a través del corredor que permitió que llegaran muchos más suministros a la ciudad que por el Camino de la Vida a través de la superficie congelada del Lago de Ládoga, reduciendo significativamente la posibilidad de captura de la ciudad y cualquier vínculo entre las tropas de Alemania y de Finlandia.
El éxito llevó al Cuartel General del Mando Supremo (Stavka) a lanzar la operación Estrella Polar menos de dos semanas después, cuyo objetivo era derrotar de manera decisiva al Grupo de Ejércitos Norte,levantando el asedio por completo, pero solo logró ganancias muy modestas a costa de un gran número de bajas. El Ejército Rojo realizó otros intentos en 1943 para renovar su ofensiva y levantar el sitio por completo, pero solo lograron avances limitados en cada uno de ellos. El estrecho corredor a través del cual, discurría el Camino de la Victoria, permaneció dentro del alcance de la artillería alemana. Al mismo tiempo la artillería alemana de largo alcance continuó bombardeando la ciudad de forma intermitente. El Ejército Rojo no levantó completamente el asedio hasta un año después, el 27 de enero de 1944.

## Antecedentes
El 21 de julio de 1941, Adolf Hitler visitó el cuartel general del mariscal de campo Wilhelm von Leeb comandante del Grupo de Ejércitos Norte,en Letonia y le ordenó que Leningrado fuera aniquilado rápidamente a finales de julio, reforzado con el VIII Cuerpo Aéreo, Leed se dispuso a rodear la ciudad. Su plan era rebasar por el flanco la línea Luga, un sistema de fortificaciones soviéticas a lo largo del río Luga al suroeste de la ciudad, y conectar con los finlandeses al este de la ciudad.
La ofensiva alemana comenzó el 8 de agosto. El día 13, el Ejército Alemán capturó la ciudad de Novgorod, cortando de esa forma la carretera principal Leningrado-Moscú. La línea Luga fue rebasada por el sur, lo que obligó a los defensores soviéticos a retirarse hacia Leningrado. Casi al mismo tiempo, los finlandeses comenzaron la invasión desde el norte, reconquistando el istmo de Carelia hacia agosto de 1941. El 25 de agosto, los alemanes capturaron Chúdovo, en la línea principal de ferrocarril entre Moscú y Leningrado. Cinco días más tarde tomaron el importante nudo ferroviario de Mga, el día 7 ocuparon las estratégicas alturas de Siniávino, y al día siguiente, el 8 de septiembre, la 20.º División Motorizada ocupó Shlisselburg, en la esquina sureste del lago Ládoga, a treinta y siete kilómetros al este de la ciudad, completando de esta manera el cerco de la ciudad. El OKW anunció en un comunicado que «el anillo de hierro alrededor de Leningrado ha sido cerrado.»
El 6 de septiembre de 1941, Hitler emitió la directiva del Führer n.º 35 ordenaba que tres cuerpos motorizados y el VIII Cuerpo aéreo se pusieran bajo el control del Grupo de Ejércitos Centro para participar en la operación Tifón. Con sus dos divisiones Panzer y sus dos divisiones motorizadas restantes, el Grupo de Ejércitos Norte fue incapaz de hacer progresos en los ataques terrestres. En su lugar comenzaron a bombardear la ciudad con artillería pesada y ataques de la Luftwaffe. El día 12, las bombas alemanas destruyeron el principal almacén de alimentos de la ciudad, hecho que marcaría el comienzo de dos años de hambruna y sufrimiento.
Durante 1942, el Ejército Rojo realizó varios intentos para romper el bloqueo, pero todos fracasaron. El último de esos intentos fue la ofensiva de Siniávino, que tras su fracaso, la línea del frente se estabilizó y nuevamente dieciséis kilómetros separaban el Frente de Leningrado de Leonid Góvorov en la ciudad de Leningrado, del Frente del Vóljov de Kirill Meretskov al este de la ciudad.
A pesar de los fracasos de operaciones anteriores, levantar del sitio de Leningrado era una prioridad muy alta para el Alto Mando soviético (Stavka), por lo que se iniciaron nuevos preparativos para una nueva ofensiva en noviembre de 1942. En diciembre, la operación fue aprobada por la Stavka y recibió el nombre en clave de «Iskra» (Chispa), se fijó el inicio de la operación para enero de 1943.
En enero de 1943, las condiciones habían mejorando sustancialmente para la Unión Soviética. La derrota alemana en la batalla de Stalingrado había debilitado el frente alemán. El Cuartel General del Mando Supremo estaban planeando o llevando a cabo operaciones ofensivas en todo el frente, especialmente en el suroeste de Rusia. En medio de estas condiciones, la operación Chispa se convertiría en la primera de varias operaciones ofensivas destinadas a infligir una derrota decisiva al Grupo de Ejércitos Norte alemán.

## Preparativos
El área al sur del lago de Ládoga es un área densamente boscosa con muchos humedales (especialmente depósitos de turba) cerca del lago. El bosque protegía a ambos lados de la observación aérea. Ambos factores obstaculizaban enormemente la movilidad de la artillería y los vehículos en la zona, proporcionando una ventaja considerable a los defensores alemanas. Las alturas de Siniávino eran una ubicación clave, con un terreno 150 metros más elevado que el terreno plano circundante lo que lo convertía en un excelente punto de observación. Debido a que la línea del frente había cambiado muy poco desde que se estableció el bloqueo en 1941, la Wehrmacht había construido una extensa red de trincheras y obstáculos interconectados, cubiertos por fuegos cruzados de artillería y mortero. Los núcleos defensivos alemanes estaban concentrados en los Asentamientos Obreros n.º 7, 8 y 4 y en las aldeas de Tortolovo y Poreche. Tanto el río Nevá como los pantanos circundantes estaban parcialmente congelados, lo que permitía el paso de la infantería, pero no de vehículos pesados.

### Preparativos alemanes
Los alemanes sabían muy bien que romper el bloqueo era muy importante para los soviéticos. Sin embargo, debido al revés en Stalingrado y la ofensiva soviética en Velíkiye Luki al sur de Leningrado, se ordenó al Grupo de Ejércitos Norte del Generalfeldmarschall Georg von Küchler que se pusiera a la defensiva y se le despojó de muchas de sus unidades. El 11.º Ejército, que iba a liderar el asalto a Leningrado en septiembre de 1942 (véase operación Nordlicht) y que había frustrado la ofensiva soviética de Siniávino, fue trasladado al Grupo de Ejércitos Centro en octubre. También se reasignaron otras nueve divisiones a otros sectores. Al comienzo de la ofensiva soviética, el 18.° Ejército alemán, al mando del Generaloberst Georg Lindemann, estaba formado por veintiséis divisiones repartidas en un frente de 450 kilómetros de ancho. El ejército estaba muy escaso de efectivos y, como resultado, no tenía reservas a nivel de división. En cambio, cada división tenía una reserva táctica de uno o dos batallones y las reservas del ejército consistían en porciones de la 96.ª División de Infantería y la 5.ª División de Montaña, la 1.ª Flota Aérea sería la encargada de proporcionar apoyo aéreo al ejército.
El XXVI Cuerpo de ejército alemán al mando del General de Artillería Albert Wodrig, formado por cinco divisiones y parte de otra, custodiaba el estrecho corredor que separaba los frentes soviéticos de Leningrado y Vóljov. El corredor tenía solo dieciséis kilómetros de ancho, razón por la cual el Oberkommando des Heeres o OKH (Alto Mando del Ejército) denominaba a este sector el «cuello de botella», debido al pronunciado saliente que formaba el frente entre Mga y la orilla meridional del lago Ládoga. Evacuarlo hubiera significado renunciar al sitio de Leningrado, por lo que Hitler, siempre se opuso a toda sugerencia en este sentido. Las divisiones alemanas estaban bien fortificadas en esta área, donde la línea del frente se había mantenido prácticamente estable desde septiembre de 1941,  con lo cual el Mando del Grupo de Ejércitos Norte tenía esperanzas de repeler cualquier ofensiva soviética en la zona.

### Preparativos soviéticos
El plan de la Operación Chispa se aprobó en diciembre e implicaba un esfuerzo combinado de los frentes Voljóv y Leningrado, que debían derrotar al enemigo en el área de Lipka, Gaitolovo, Dubrovka y Shlisselburg para así romper el bloqueo de Leningrado. El final de la operación estaba previsto para finales de enero de 1943. Esto significaba recuperar el «cuello de botella» y abrir un corredor de diez kilómetros a Leningrado. Una vez que se hubieran alcanzado estos objetivos, los dos frentes debían descansar durante diez días y reanudar la ofensiva hacia el sur con el fin de ampliar el corredor y, si era posible, recuperar el estratégico nudo de comunicaciones de Mga, a unos cincuenta kilómetros al sureste de Leningrado, de esta manera se conseguiría un enlace ferroviario directo con Moscú.

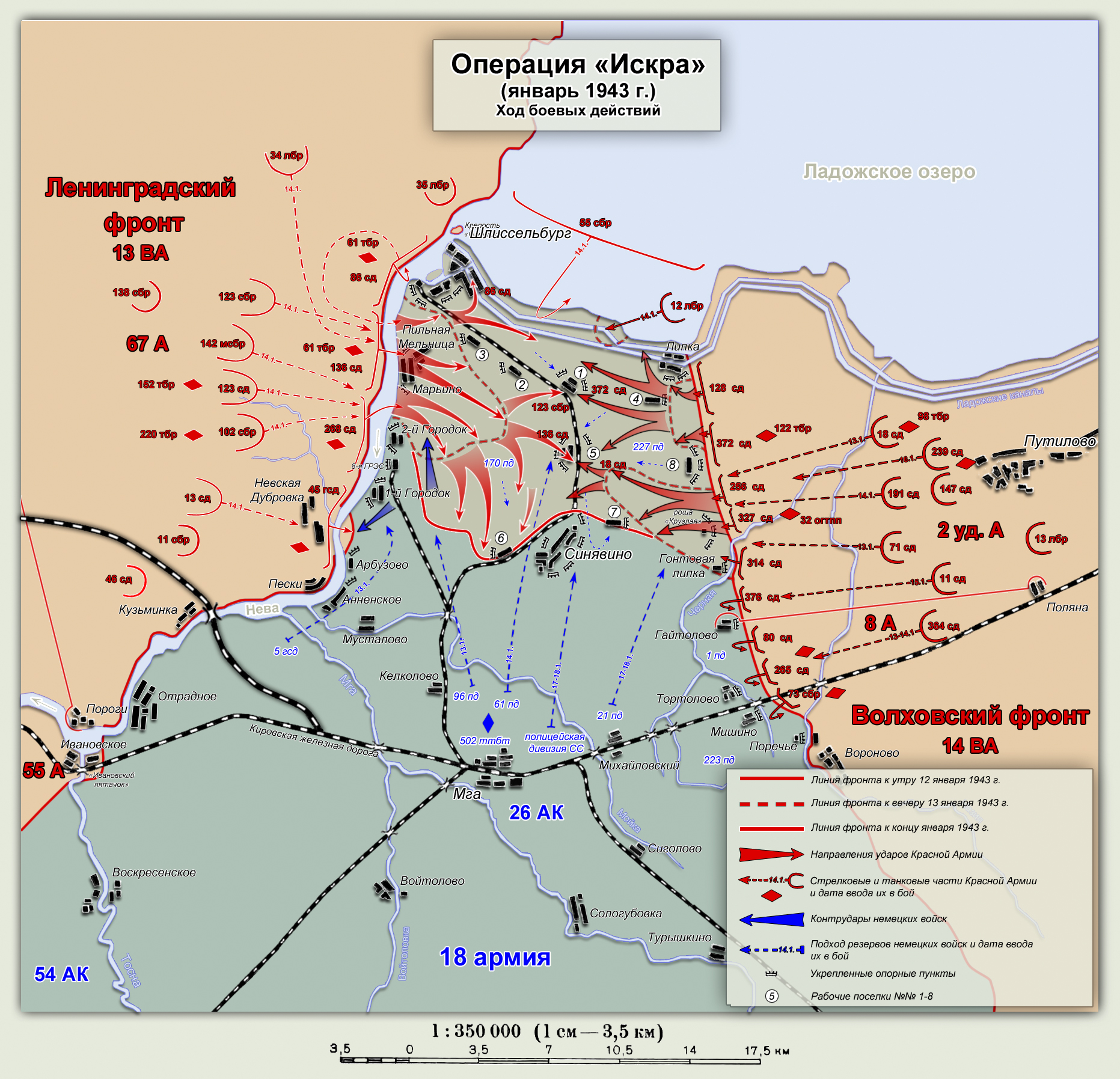
Planes soviéticos para la operación Chispa y despliegue de las tropas soviéticas. Al este el Frente del Vóljov, con el 8.º Ejército al sur y el 2.° Ejército de Choque al norte. El Frente de Leningrado (67.º Ejército) está al oeste, los números representan los distintos asentamientos obreros

La principal diferencia con la anterior ofensiva de Siniávino fue la ubicación del ataque principal. En septiembre de 1942, las fuerzas soviéticas atacaron al sur de la ciudad de Siniávino, lo que les daba la posibilidad de rodear varias divisiones alemanas, pero también dejó al ejército expuesto a ataques de flanqueo desde el norte, y fue esto lo que finalmente provocó el fracaso de la ofensiva. En enero de 1943, la ofensiva se llevó a cabo al norte de Siniávino, más cerca de la orilla del lago Ládoga, lo que eliminó la amenaza de ataques de flanqueo y aumentó la probabilidad de éxito, pero obligó a los soviéticos a abandonar la idea de rodear a la mayoría de las tropas alemanas desplegadas en el llamado «cuello de botella».
La Stavka encomendó la ejecución de la ofensiva al 67.° Ejército del Frente de Leningrado y al 2.° Ejército de Choque del Frente del Vóljov al mando del mayor general Mijaíl Dujanov, y del teniente general Vladímir Romanovski respectivamente. El 8.° Ejército, comandado por el teniente general Filipp Starikov, debía llevar a cabo una ofensiva limitada en el flanco sur del 2.º Ejército de Choque y posteriormente mantenerse a la defensiva, protegiendo el flanco sur del 2.º Ejército de Choque. Los Ejércitos Aéreos 13.º y 14.º proporcionarían el apoyo aéreo. La Stavka envió al mariscal de la Unión Soviética Kliment Voroshílov y al general del ejército Gueorgui Zhúkov, como sus representantes para coordinar las acciones de ambos frentes.
Los dos frentes pasaron diciembre entrenando y preparándose para la ofensiva y recibieron importantes refuerzos. Estos incluían no solo el reabastecimiento y nuevas divisiones y brigadas de fusileros, sino también importantes unidades adicionales de artillería e ingenieros, que eran vitales para romper las pesadas defensas alemanas. Así mismo, se les dotó de varias unidades de invierno especializadas, las cuales incluían tres brigadas de esquíadores y cuatro batallones de paracaidistas. Para asegurar que las fuerzas soviéticas tuvieran superioridad aérea, de la que habían carecido en la ofensiva anterior, la fuerza aérea en la zona se incrementó a un total de más de 800 aviones, principalmente cazas. Las fuerzas de tanques no podían operar bien en el terreno pantanoso y boscoso típico de la zona, por lo que los tanques se utilizaron principalmente como batallones de refuerzo de divisiones o brigadas un poco más grandes, que debían operar de manera independiente. Se concentraron más de 4500 piezas de artillería a ambos lados del «cuello de botella».
Tal como el vicecomandante del Frente del Voljov, el general Iván Fediúninski, recordó posteriormente en sus memorias:

Nos preocupaba especialmente que los preparativos para la operación de avance se mantuvieran en secreto. El reagrupamiento de las tropas se llevó a cabo estrictamente de noche o en condiciones meteorológicas no favorables al vuelo. Sólo las unidades y subunidades que estaban inmediatamente adyacentes al enemigo tomaron parte en las acciones de sondeo y reconocimiento nocturno. Estas medidas dieron sus frutos. El enemigo sólo consiguió averiguar que nuestras tropas se preparaban para una ofensiva poco antes del inicio de la operación, e incluso entonces el mando nazi no pudo determinar el momento y la fuerza del ataque.

En las semanas previas a la ofensiva se realizaron meticulosos preparativos. Se construyó un campo de entrenamiento en uno de los suburbios de Leningrado en el que se instalaron réplicas de fortificaciones enemigas, refugios subterráneos y trincheras. Los soldados soviéticos practicaron cómo escalar rápidamente terraplenes construidos de tierra, madera, nieve y hielo similares a los que utilizaban los alemanes en la escarpada orilla oriental del río Nevá. Se dispusieron polígonos de tiro para que la artillería soviética realizara prácticas de tiro y así mejorar su puntería.

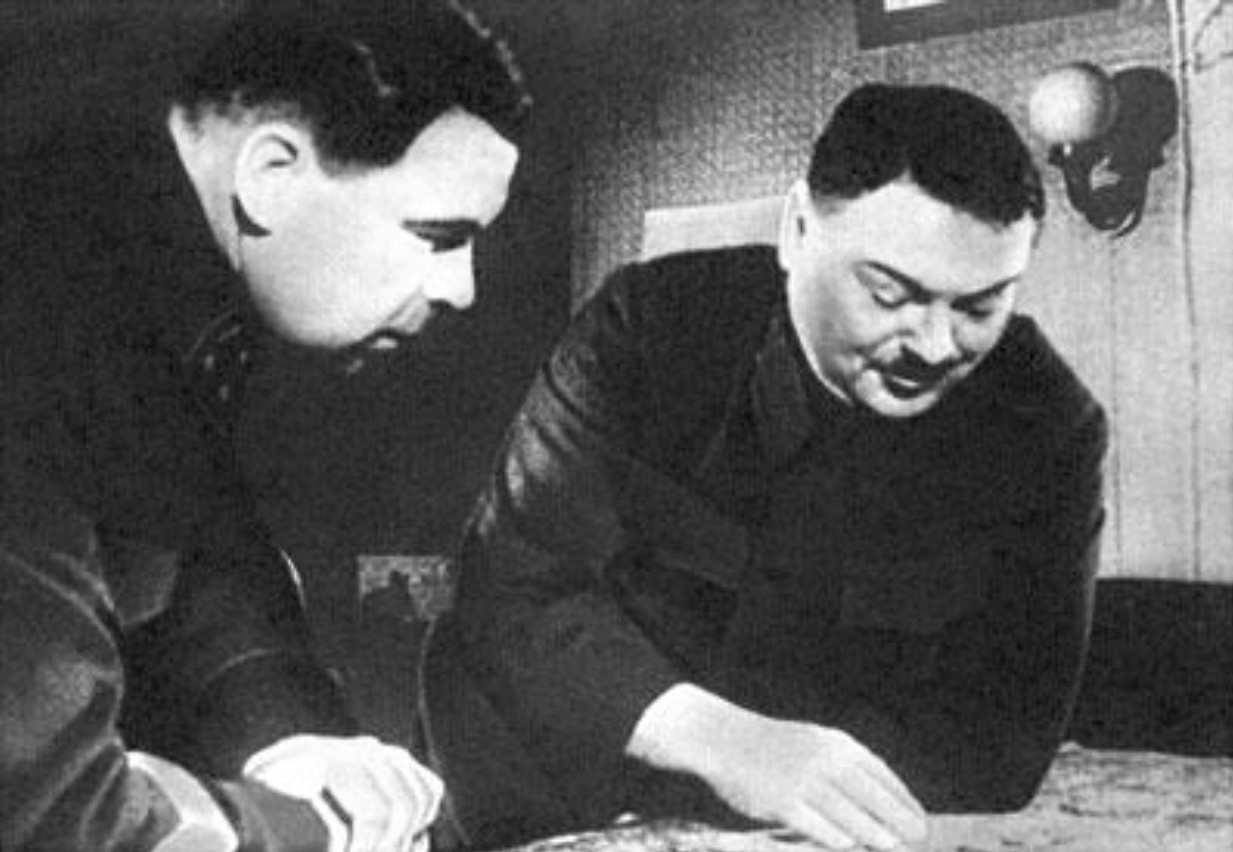
El teniente general de artillería Leonid Góvorov (izquierda) junto con su comisario político Andréi Zhdánov, en el Cuartel General del Frente de Leningrado

El teniente general de artillería Leonid Góvorov, comandante del Frente de Leningrado, realizó grandes esfuerzos para localizar las poderosas piezas de artillería que los alemanes tenían en posiciones bien camufladas en los alrededores de la ciudad, dichas posiciones resultaban difíciles de localizar mediante el reconocimiento aéreo. Góvorov sabía que los anteriores intentos de levantar el asedio de Leningrado habían fracasado debido, principalmente, a la superioridad artillera alemana. A este respecto escribió: «La clave para penetrar en las líneas de sitio enemigas radica en dirigir un fuego muy preciso contra las baterías de cañones enemigos». Su idea era sencilla: «Tenemos que golpear antes de que lo hagan ellos».
Para determinar las posiciones de la artillería enemiga, la artillería soviética realizaba ataques contra destacados objetivos alemanes para así provocar una reacción de la artillería alemana que de esa forma descubría sus posiciones, se trataba de un trabajo increíblemente peligroso pero esta táctica de señuelos no solo proporcionó una información muy precisa sobre el despliegue de las fuerzas enemigas, sino que también levantó la moral de los defensores.
Originalmente, la operación debía comenzar el 1 de enero, pero el escaso grosor del hielo en el río Nevá obligó a que la ofensiva se retrasara hasta el 12 de enero. Se tomaron varias medidas para evitar que los alemanes conocieran los detalles de la operación. Solo un número limitado de oficiales superiores participó en la planificación, todos los movimientos de tropas y material se llevaron a cabo con mal tiempo o de noche y se hicieron preparativos de ataque simulados en otros lugares para confundir a la inteligencia alemana. Las divisiones de fusileros ocuparon sus posiciones de ataque el 11 de enero, y los tanques del primer escalón se trasladaron a sus posiciones avanzadas la mañana del 12 de enero.

## Desarrollo de las operaciones

### Inicio de la batalla (12 de enero)
La noche antes del inicio de las operaciones, los bombarderos nocturnos soviéticos atacaron los cuarteles generales de las diversas divisiones alemanas y las posiciones de artillería para interrumpir el mando y control alemán. Los bombarderos también atacaron aeródromos y nudos de comunicación para interrumpir el flujo de refuerzos. La operación Chispa comenzó a las 9:30h del 12 de enero, cuando los dos frentes soviéticos iniciaron su preparación de artillería, que duró casi dos horas y media en el lado occidental y casi dos horas en el lado oriental del «cuello de botella». El ataque soviético comenzó a las 11ː50h cinco minutos antes de que finalizara la preparación de artillería, con un masivo y devastador bombardeo de lanzacohetes Katiusha, para aprovechar al máximo sus efectos, concentraciones de infantería de cuatro divisiones de fusileros del 67.º Ejército atacaron, con apoyo blindado, para aprovechar el efecto destructivo del bombardero y cruzar el Nevá y las posiciones alemanas de vanguardia. A pesar de que el Alto Mando alemán tenía indicios de que se estaba preparando una ofensiva soviética, la intensidad del ataque sorprendió sobremanera a las tropas alemanas desplegadas en el «cuello de botella». Un sargento capturado de la 227.ª División de Infantería escribió posteriormente sobre los hechos: 

Fue una pesadilla. Por la mañana, los rusos abrieron fuego con cañones de todos los calibres. los proyectiles impactaron precisamente allí donde estaban situados los búnkeres. Antes incluso de que los rusos atacasen, muchos en la 10.º Compañía estaban muertos o heridos. El alférez Dehl, comandante de la compañía, su sargento mayor y su sargento, cayeron muertos. Los soldados estaban desbordados por el pánico. Los rusos apenas se habían acercado cuando los que estaban en las trincheras salieron a recibirlos con las manos en alto.

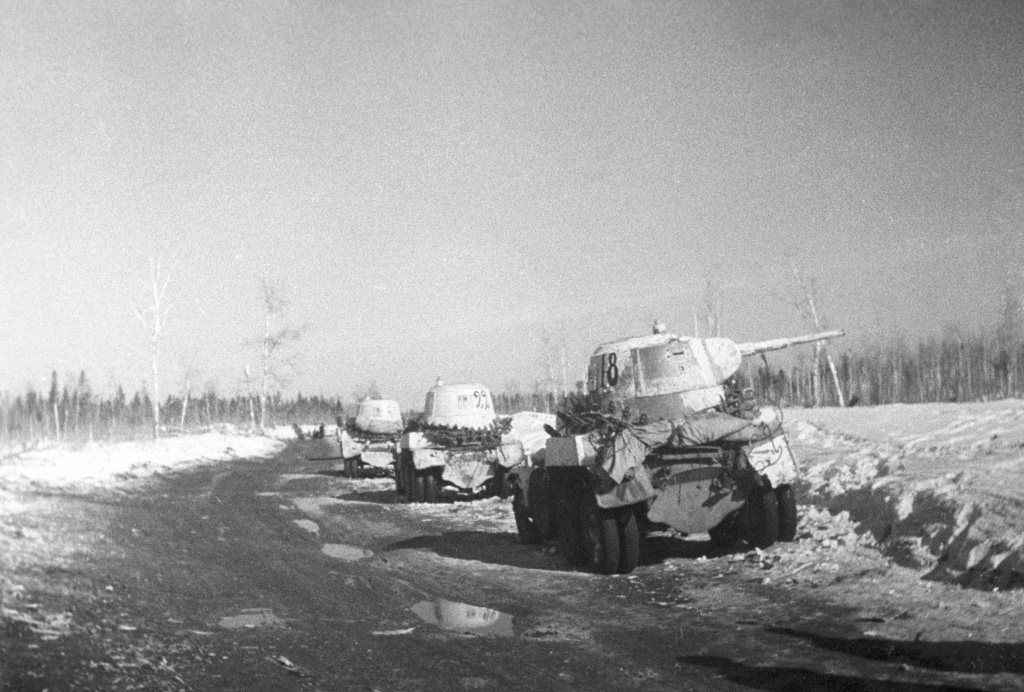
Columna de automóviles blindados soviéticos BA-10M. en el Frente de Leningrado

Las fuerzas del Frente de Leningrado lograron su mayor éxito entre Shlisselburg y Gorodok 2. Aquí, las 136.º y 268.º Divisiones de Fusileros soviéticas con tanques de apoyo y artillería capturaron una cabeza de puente de aproximadamente cinco kilómetros de ancho y tres kilómetros de profundidad. A las 18:00h, los zapadores construyeron puentes cerca de Márino para permitir el avance de las tropas del segundo escalón. El ataque más al norte en Shlisselburg fracasó, y los ataques más al sur cerca de Gorodok solo fueron capaces de capturar la primera línea de trincheras alemanas. Por la noche, el comando del frente decidió explotar el éxito en la cabeza de puente recién ocupada y reasignó las tropas que en ese momento estaban atacando Shlisselburg a través del Nevá para que atacaran la ciudad desde el sur.
El ataque del Frente del Vóljov tuvo menos éxito ya que las fuerzas del 2.° Ejército de Choque, aunque fueron capaces de envolver los puntos fuertes alemanes en Lipka y en el Asentamiento Obrero n.º 8, no pudieron destruirlos. Este último era una posición defensiva impresionante con una guarnición de 700 hombres y dieciséis búnkeres. El intenso fuego flanqueante de estos puntos fuertes impidió cualquier avance soviético adicional, pero el 2.° Ejército de Choque penetró las defensas alemanas dos kilómetros entre estos puntos. Más al sur, entre el Asentamiento Obrero n.º 8 y la arboleda de Kruglaya (Kruglaya Grove), el avance fue de uno a dos kilómetros de profundidad, mientras que aún más al sur, los ataques de flanqueo del 8.º Ejército solo lograron capturar la primera línea de trincheras alemanas.
Los alemanes reaccionaron desplegando sus reservas en la región durante toda la noche. Un grupo de batalla («kampfgruppe» en terminología alemana) improvisado que constaba de cinco batallones de la 96.º División de Infantería, apoyados por artillería y cuatro tanques Panzer VI Tigre, se trasladó a Gorodok 2 para reforzar la 170.º División de Infantería al oeste. Otro grupo de batalla similar formado por batallones de la 96.ª División de Infantería fue enviado al Asentamiento Obrero n.º 1 para apoyar a la 227.ª División de Infantería.

### Avance soviético (13 al 17 de enero)

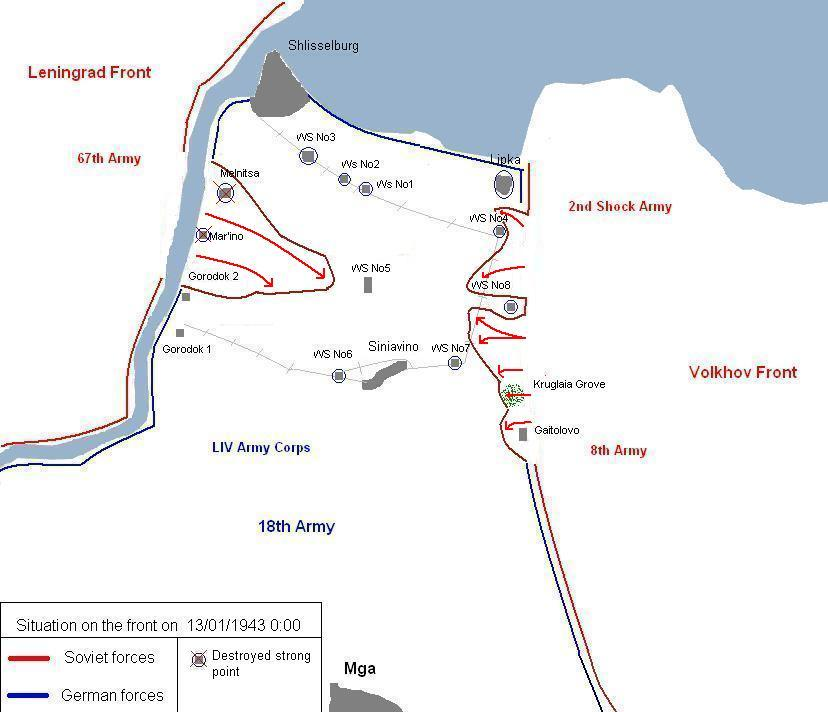
Avance soviético el 13 de enero

Los siguientes cinco días vieron combates muy intensos mientras los soviéticos avanzaban lenta y metódicamente a través de las densas defensas alemanas y repelían los contraataques alemanes. El 13 de enero, el mal tiempo impidió al Ejército Rojo emplear su fuerza aérea. Ese día casi no ganaron terreno y sufrieron fuertes pérdidas. En el lado alemán, después de que sus contraataques no lograron hacer retroceder a las tropas soviéticas, comenzó a reforzar aún más el área reuniendo grupos de batalla utilizando porciones de divisiones de las zonas más tranquilas del frente. Estos incluían grupos de batalla de la 1.ª División de Infantería, la 61.ª División de Infantería, la 5.ª División de Montaña y la 4.ª División SS Polizei.

El 14 de enero el clima mejoró lo suficiente como para permitir nuevamente el apoyo aéreo y el avance soviético se reanudó, aunque a un ritmo más lento. Para acelerar el cerco del punto fuerte en Lipka, el 15 de enero, el mando soviético utilizó la 12.ª Brigada de Esquíadores que cruzó la superficie helada del lago Ládoga y atacó la retaguardia alemana en Shlisselburg desde el este, lo que provocó combates muy intensos en el interior de aquella localidad. El comandante del Grupo de Ejércitos Norte, el mariscal de campo Küchler, ordenó a la guarnición de la ciudad que mantuviera sus posiciones a cualquier precio. Al final del día, las fuerzas alemanas en las áreas de Lipka y Shlisselburg estaban casi completamente aisladas del resto de tropas alemanas.

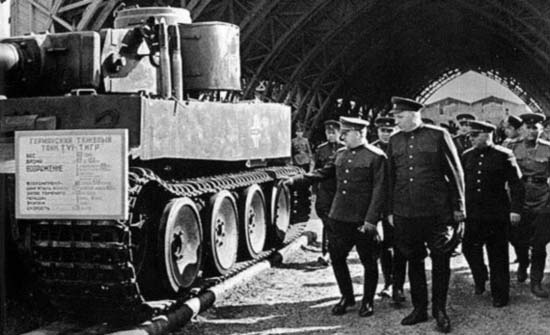
El mariscal Gueorgui Zhúkov, junto con el coronel general Nikolái Voronov y el mariscal Kliment Voroshílov, inspeccionan el primer tanque pesado Panzer VI Tiger capturado durante la operación Chispa

Ese mismo día, 14 de enero, soldados del Frente de Leningrado informaron que entre los asentamientos obreros n.º 5 y n.º 6 habían localizado inmovilizado un tanque de «diseño inusual» que los alemanes estaban tratando de recuperar. Inmediatamente formaron una patrulla, consistente en un pelotón de infantería y varios tanques, para ir a buscar el tanque enemigo. En la madrugada del 17 de enero, el teniente primero Késarev dirigió el equipo de recuperación enviado para capturar el tanque, que fue arrastrado hasta las líneas soviéticas. Era un nuevo modelo de tanque pesado, el Panzer VI Tiger, desconocido hasta entonces y que los alemanes habían enviado al área de Leningrado para probarlo en combate. El tanque fue posteriormente trasladado a Moscú y sometido a una exhaustiva revisión para descubrir sus puntos débiles.
Del 15 al 17 de enero, los frentes soviéticos avanzaron uno hacia el otro y conquistaron poco a poco los puntos fuertes alemanes en los asentamientos obreros número 3, 4, 7, 8 y la mayor parte de Shlisselburg. Al anochecer del 17 de enero, ambos frentes soviéticos estaban a tan solo entre uno y dos kilómetros de distancia uno del otro, entre los asentamientos obreros n.º 1 y n.º 5. Llegado a este punto Góborov pidió a sus soldados un último esfuerzo para romper el bloqueo de Leningrado. La clave de la línea defensiva alemana en esta zona, era el Asentamiento Obrero n.º 5 que los alemanes habían convertido en una fortaleza. La Wehrmacht lo creía inexpugnable, pero la noche del 17 de enero grupos de asalto soviéticos comenzaron a atacarlo. Se desencadenó una salvaje batalla entre los fortines. La infantería y los blindados se enfrentaron en la oscuridad durante dos horas, hasta que, finalmente, los alemanes comenzaron a retirarse hacia las colinas de Siniávino.

### Enlace y corredor terrestre (18 al 21 de enero)

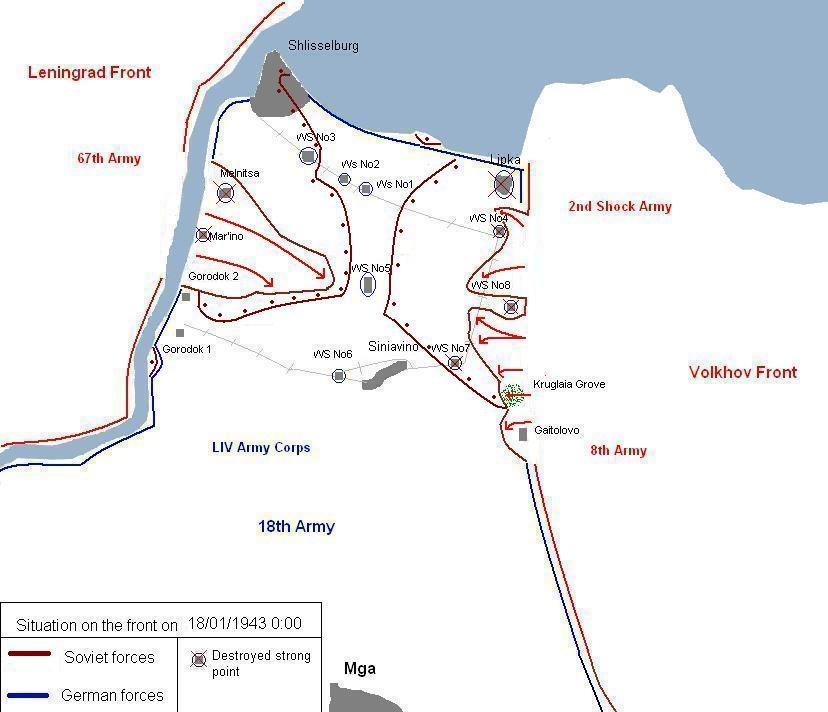
Situación del frente el 18 de enero

El 18 de enero, a las 9:30h, los elementos principales de la 123.ª División de Fusileros del 67.° Ejército y la 372.ª División de Fusileros de Nikolái Poliakov, del 2.° Ejército de Choque se unieron cerca del Asentamiento Obrero n.º 1 y rompieron así parcialmente el bloqueo, lo que marcó una fecha importante en el sitio de Leningrado.

A las once de la noche del 18 de enero, Yuri Levitán, locutor principal de Radio Moscú, leyó por radio un comunicado a la ciudad sitiada que anunciaba: «Se ha levantado el sitio a Leningrado». Todo el mundo salió a la calle; se tocó música, se compusieron poesías y se pronunciaron discursos. «No creo que durmiera nadie», escribió, alegre, la escolar Evgenia Shavrova. Vsevolod Vishnevsky, compositor del popular musical de Leningrado El ancho, ancho mar, garabateó unas palabras en su diario: «Diecisiete meses de bloqueo, de tormento, de expectación. ¡Pero resistimos!». «Esta felicidad, la de Leningrado liberada, es algo que nunca olvidaremos», dijo la poetisa Olga Bergholz. «El círculo vicioso se ha roto» 

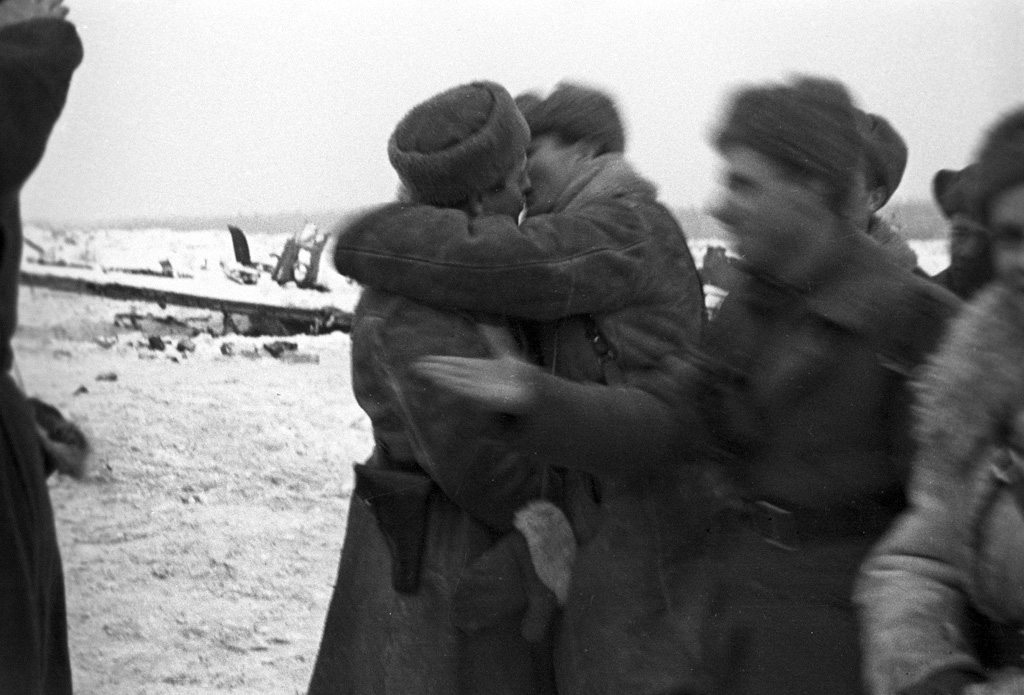
18 de enero de 1943, las tropas del 2.° Ejército de Choque de Vladímir Romanovski y del 67.° Ejército se unen cerca del Asentamiento Obrero n.º 5 rompiendo así el sitio de Leningrado

Las fuerzas alemanas al norte del asentamiento estaban aisladas. Se suponía que el kampfgruppe Hühner, formado por dos grupos de batalla de la 61.ª División de Infantería, bajo el mando del teniente general Hühner, debía mantener un corredor de comunicación entre los asentamientos obreros n.º 1 y 5, pero eso ya no era posible. Poco después de que las divisiones soviéticas 123.º y 372.º tomaran contacto cerca del Asentamiento Obrero n.º 1. Los elementos principales de la 136.ª División de Fusileros del mayor general Nikolái Simoniak integrado en el 67.º Ejército y la 18.ª División de Fusileros del 2.° Ejército de Choque se unieron al norte del Asentamiento Obrero n.º 5 a las 11:45h. El kampfgruppe Hühner quedó aislado y se le ordenó infiltrarse entre las posiciones soviéticas y escapar hacia el área boscosa cerca de Siniávino, antes de que llegaran las principales fuerzas soviéticas, consolidaran sus posiciones e hicieran imposible la fuga. Los soldados de Hühner se vieron obligados a abandonar su artillería y equipo pesado y huir del avance de los soviéticos, llegaron a Siniávino la noche del 19 al 20 de enero después de sufrir fuertes pérdidas. A primera hora de la tarde, las tropas soviéticas limpiaron Shlisselburg y Lipka de unidades alemanas  y comenzaron a eliminar a los supervivientes que se escondían en los bosques al sur del lago Ládoga.
Del 19 al 21 de enero, el Ejército Rojo se dedicó a eliminar las fuerzas alemanas que habían quedado rodeadas e intentaron expandir su ofensiva hacia el sur, hacia Siniávino. Sin embargo, el 18.º Ejército reforzó significativamente sus posiciones allí con la 4.ª División SS Polizei, la 21.ª División de Infantería y poco después con la 11.ª División de Infantería y la 28.ª División Jäger. El 20 de enero, parte del 67.° Ejército de Dujanov atacó hacia el sur en un intento de ocupar Mustolovo, para así cortar la carretera y ferrocarril de Siniávino a Mga y flanquear las poderosas posiciones del eje en los alrededores de Siniávino por el oeste. Al mismo tiempo, la 142.º Brigada de Tanques y la 123.º Brigada de Fusileros atacaron las líneas alemanas en Górodok 1 y la 142.º Brigada de Infantería de Marina y la 123.ª Brigada de Fusileros realizaban un ataque frontal contra Siniávino. Este triple ataque fracasó en su mayor parte, aunque las únidades que atacaban Siniávino consiguieron avanzar dos kilómetros, cortar el ferrocarril al sudoeste de Górodok 1 y capturar el Asentamiento Obrero n.º 6. Pero no pudieron superar las fuertes defensas alemanas en la propia Siniávino.
El 2.° Ejército de Choque de Romanovski tampoco fue capaz de realizar avances sustanciales hacia el sur. A costa de un gran número de bajas, sus tropas consiguieron realizar un pequeño avance al sur del Asentamiento Obrero n.º 7, pero sin lograr romper las fuertes defensas alemanas de la zona. Para el 31 de enero, la ofensiva se detuvo a lo largo de una línea que pasaba al norte y al este de Górodok 1 y 2, al sur del Asentamiento Obrero n.º 6, y de Podgorny a Gontovaia Lipka, principalmente por el agotamiento de las tropas soviéticas. La imposibilidad soviética de ocupar el importante enlace ferroviario de Mga y las alturas alrededor de Siniávino limitaba a entre diez y doce kilómetros la anchura del pasillo liberador de Leningrado.

### Primera línea estabilizada, construcción ferroviaria (2 al 30 de enero)

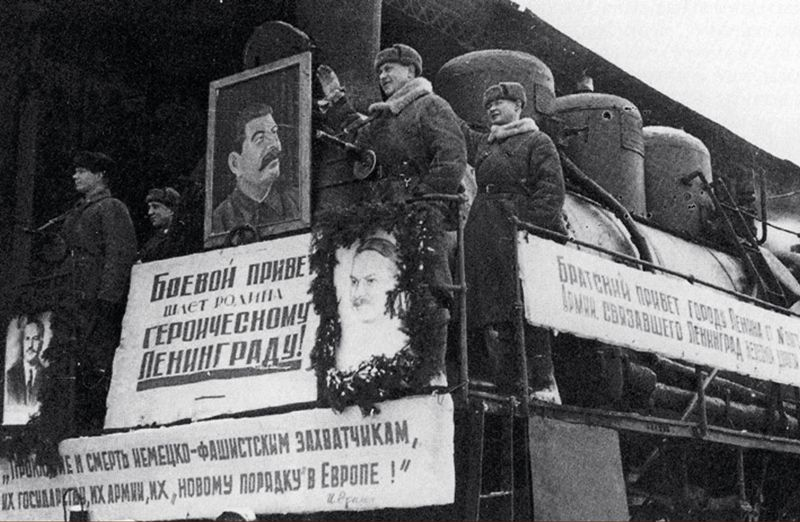
Primer tren que llegó a la estación Finlyandsky en Leningrado el 7 de febrero de 1943, después de que el Ejército Rojo rompiera el sitio de Leningrado, en la operación Chispa

No hubo cambios significativos en la línea del frente después del 21 de enero. Los soviéticos no pudieron avanzar más y, en cambio, comenzaron a fortificar el área recientemente conquistada para frustrar cualquier intento alemán de restablecer el bloqueo. El 20 de enero comenzaron las obras de la línea ferroviaria temporal que uniría Leningrado con el resto del país a través del corredor capturado (conocida como el Camino de la Victoria; en ruso: Дорога победы). El plan del Comité de Defensa del Estado (en ruso: Gosudarstvennyĭ komitet oborony, abr. GKO) redactado el 18 de enero, ordenaba terminar la construcción de la línea férrea en veinte días. El trabajo se completó el 6 de febrero, antes de lo previsto y los trenes comenzaron a entregar suministros inmediatamente. El 7 de febrero, el primer tren del «continente» llegó a la estación Finlyandsky en Leningrado. Y a mediados de febrero se normalizó el suministro de alimentos al mismo nivel que el establecido para otros centros industriales del país.

## Consecuencias
La operación Chispa fue una victoria estratégica para el Ejército Rojo. Desde una perspectiva militar, la operación eliminó la posibilidad de captura de la ciudad y un vínculo entre las topas germano-finlandés, ya que el Frente de Leningrado estaba ahora mucho mejor provisto, reforzado y capaz de cooperar más estrechamente con el Frente del Vóljov. Para la población civil, el operativo significó que más alimentos pudieron llegar a la ciudad, así como mejorar las condiciones y la posibilidad de evacuar a más civiles de la ciudad.
Además, la victoria dio lugar a ascensos para Leonid Góvorov, que fue ascendido a coronel general el 15 de enero, y Gueorgui Zhúkov, que fue ascendido a mariscal de la Unión Soviética el 18 de enero. Así mismo, Góvorov y Meretskov recibieron la Orden de Suvórov de 1.er grado el 28 de enero. La 136.ª División de Fusileros de Nikolái Simoniak y la 327.ª División de Fusileros de Nikolái Poliakov, recibieron la designación honorífica de 63.ª y 64.ª Divisiones de Fusileros de la Guardia respectivamente, mientras que la 61.ª Brigada de Tanques de Vladislav Jrustitski fue designada como 30.ª Brigada de Tanques de la Guardia, además su comandante fue ascendido al rango de coronel. Stalin se mostró satisfecho con el resultado y concedió 19 000 condecoraciones a sus soldados. Aunque Zhúkov, en sus memorias, eleva esta cifra hasta las 22 000 condecoraciones en total.

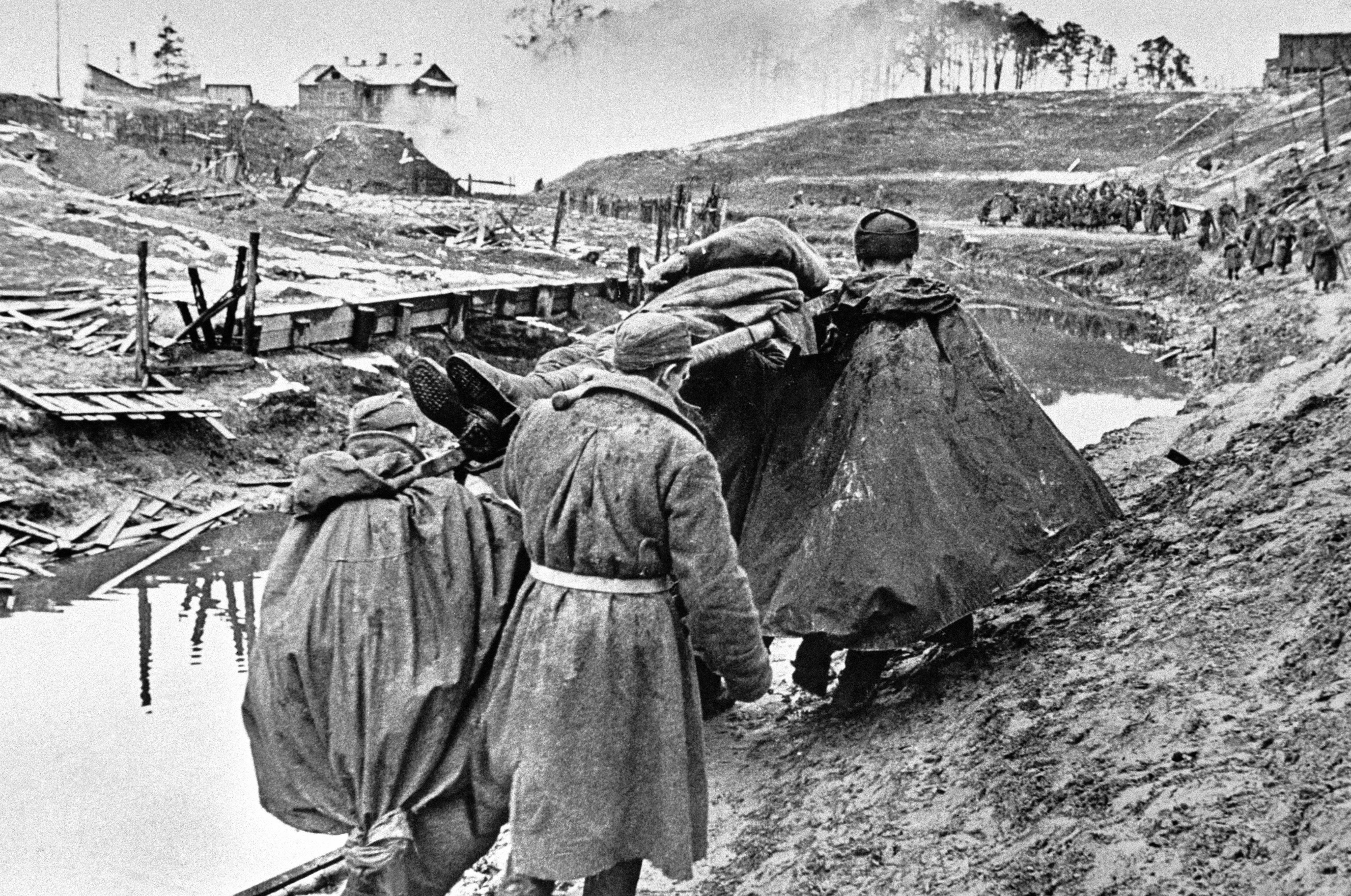
Soldados soviéticos transportan a un camarada herido en el frente de Leningrado

Sin embargo, la Stavka sabía que la operación Chispa estaba incompleta, ya que el corredor que había abierto era estrecho y estaba al alcance de la artillería alemana y las importantes alturas y puntos fuertes de Siniávino permanecían bajo control alemán. Esto llevó a Zhúkov a planificar la operación Estrella Polar. Esta operación ofensiva mucho más ambiciosa tenía como objetivo primordial derrotar decisivamente al Grupo de Ejércitos Norte, pero fracasó desde el principio con un gran número de pérdidas. El Ejército Rojo llevó a cabo otras ofensivas en el área en 1943, expandiendo lentamente el corredor, logrando algunos pequeños avances antes de finalmente capturar Siniávino en septiembre. Sin embargo, la ciudad de Leningrado todavía estaba sujeta, al menos a un asedio parcial, así como a bombardeos aéreos y de artillería intermitentes hasta enero de 1944, cuando la ofensiva de Leningrado-Novgorod rompió definitivamente las líneas alemanas, levantando el asedio por completo.
Para el lado alemán, la batalla destruyó por completo las 41.ª y 227.ª Divisiones de Infantería y dejó al 18.º Ejército muy estirado y exhausto. Al carecer de suficientes refuerzos, el Oberkommando des Heeres o OKH tomó la decisión de acortar la línea del frente evacuando el saliente de Demiansk, unido al 16.º Ejército por un estrecho corredor contantemente amenazado, saliente que se había formado a lo largo de 1942 (véase Bolsa de Demiansk), la retirada se efectuó con orden y permitió recuperar siete divisiones. Posteriormente, a partir del 2 de marzo, se evacuaron los salientes de Rzhev, Gzhatsk y luego Viazma, sin que el Ejército Rojo fuera capaz de interferir en dichas evacuaciones. Esta amplia operación de evacuación terminó el 25 de marzo, permitió acortar el frente más de 368 kilómetros y poner catorce divisiones a disposición del OKH.